# М'яке право
«М'яке право» (англ. soft law) — позначення квазі-правових інструментів, які не мають обов'язкової юридичної сили або обов'язкова сила яких «слабша», ніж обов'язкова сила права, що діє в державі на поточний час.
Протиставляється жорсткому праву (англ. hard law). Наприклад, в європейських дослідженнях м'яке право концептуалізується таким чином, що претендує на пошук і охоплення собою регулюючих систем, більш ефективних і менш репресивних, ніж звичайне, жорстке право. 
М'яке право може розглядатися як засіб, що створює контекст і відточуючи формулювання, з опорою на які в подальшому може утворюватися звичайне, жорстке право.
Традиційно термін «м'яке право» пов'язаний з міжнародним правом. Застосовується до гілок внутрішнього права, а також до області корпоративного управління.
М'яке право об'єднує собою різноманітні юридично необов'язкові угоди. Наприклад, договори про наміри, декларації, керівні принципи тощо.

## Міжнародне право
Загальна характеристика
М'яке право являє собою набір правил і посібників, юридична сила яких знаходиться на етапі «обговорення». У міжнародному праві з'явилося починаючи з 1970-х рр. як одна з альтернатив міжнародним договорам, використовувана у випадках, коли, з різних причин сторони не хочуть або не можуть прийти до єдиного рішення, або до підписання міжнародного договору. В угодах такого роду не створюють юридичних зобов'язань між договірними сторонами (відповідно до принципу договору повинні дотримуватися), але тільки закріплюються політичні зобов'язання, дотримання яких віддається на розсуд сторін.
Ще один правовий інструмент, який використовується в міжнародному праві — це рекомендації, що видаються міжнародними організаціями, за допомогою яких їх одержувач отримує інструкції для регламентації власних дій, які необхідно вжити для того, щоб досягти певних результатів, які вважаються бажаними. Разом з тим за недотримання цих рекомендацій не дотримуються жодні санкції. Прикладом є рекомендації, що видаються Європейським Союзом.
Навіть норми жорсткого права, такі як закони, підзаконні акти та стандарти можуть вести до породження м'якого права, якщо за допомогою них необхідно нав'язати одержувачу необов'язкові в юридичному сенсі вимоги (м'якої зобов'язання). Використання таких правил може виникати в силу необхідності або бажання створення гнучкої правової бази, здатної адаптуватися до швидкого розвитку в певних областях економічної чи соціального життя.
У зв'язку з відсутністю обов'язковості положень і вимог м'якого права забезпечення їх дотримання може вибудовуватися, наприклад, на основі авторитету і переконливості суб'єктів — джерел даного права, його виробників.
У контексті міжнародного права термін «м'яке право» включає в себе:
- Більшість Резолюцій і Декларацій ООН, наприклад, Загальну декларацію прав людини;
- Такі елементи (права) як заяви, принципи, кодекси і зводи поведінки, кодекси практики тощо; часто виявляється як частина рамкових договорів;
- Плани/програми дій. Наприклад, Програмний план (програма) дій «Порядок денний на XXI ст.» (англ. Agenda 21), прийнятий ООН);
- Інші недоговірні зобов'язання.

Цілий ряд документів, серед яких різноманітні резолюції ООН, неодноразово використовуються для опису змісту обов'язкового, жорсткого міжнародного права.
З метою необхідності регулювання відносин між різними суб'єктами в рамках конкретних секторів ринку і в секторах ринку, які з'являються для створення певних систем правил, норм і орієнтирів, що дозволяють суб'єктам уникати судових розглядів і іншим шляхом сприяти швидкому та ефективному вирішенню виникаючих між суб'єктами питань, і більш швидко розвиватися сектору ринку в цілому, говорять про так звану Lex Mercatoria, що виникла свого часу з розвитку міжнародних торговельних відносини. Ці системи квазіправового регулювання, також є різновидами м'якого права.

### Європейське співтовариство
Термін «м'яке право» також часто використовується для опису різних видів квазі-юридичних інструментів Євросоюзу: «кодекс поведінки», «керівництва», «комунікації» і т. д. У цій області права Європейського союзу, інструменти м'якого права часто використовуються для вказівки на те, як Європейська комісія має намір використовувати свою владу, повноваження, здійснюючи при цьому свої завдання у своїй області компетенції.

#### Статус м'якого права
У міжнародному праві, термінологія «м'якого права» залишилася відносно суперечливою через те, що в ньому є деякі міжнародні практики/юристи, які не беруть до уваги його існування, а для інших існує достатня плутанина щодо його статусу в галузі права. Однак, для більшості юристів, які практикують в галузі міжнародного права розвиток інструментів м'якого права — це прийнята частина компромісів, необхідних для здійснення повсякденної роботи в міжнародній правовій системі, в рамках якої країни часто неохоче беруть на себе занадто багато зобов'язань, які можуть привести до національних збурень на занадто великий обсяг виділених коштів і ресурсів на міжнародні цілі.